# أخيضر ذهبي
أخيضر ذهبي (الاسم العلمي:Vireo hypochryseus) (بالإنجليزية: Golden Vireo)‏ هو نوع من الطيور يتبع جنس الأخيضر من الفصيلة الأخيضرية.